# Hans-Peter Zaugg
Hans-Peter Zaugg (2 grudnia 1952) – szwajcarski piłkarz, a następnie trener piłkarski. Od 2006 do 2012 roku był selekcjonerem reprezentacji Liechtensteinu, a obecnie trenuje szwajcarski FC Biel-Bienne.

## Kariera piłkarska
Karierę piłkarską Zaugg rozpoczął w klubie FC Rot-Weiss Bümpliz, w którym grał w latach 1963–1973. Następnie przeszedł do Neuchâtel Xamax. Największym sukcesem z tym klubem był awans do finału Pucharu Szwajcarii, który Neuchâtel przegrało 2:3 z FC Sion. W 1978 roku odszedł do FC Bern. W 1980 roku zakończył w nim swoją karierę.

## Kariera trenerska
Po zakończeniu kariery piłkarskiej Zaugg został trenerem. Początkowo prowadził amatorskie kluby takie jak: FC Zollikofen, FC Aarberg, FC Rapid Ostermundige i SC Bümpliz 78. W 1992 roku zaczął pełnić funkcję asystenta selekcjonerów reprezentacji Szwajcarii, takich jak: Roy Hodgson, Artur Jorge, Rolf Fringer i Gilbert Gress. Po zwolnieniu tego ostatniego przejął na krótko obowiązki selekcjonera kadry narodowej.
W latach 2000–2001 Zaugg prowadził Grasshoppers Zurych. W latach 2002–2003 prowadził FC Luzern, a w latach 2003–2005 – BSC Young Boys. W latach 2006–2012 był trenerem reprezentacji Liechtensteinu. Z kolei w 2012 roku został mianowany selekcjonerem FC Biel-Bienne.